# Juno Beach
Seconde Guerre mondiale
Batailles
Opérations de débarquement (Neptune)
- Tonga (Deadstick, Batterie de Merville)
- Albany (Chicago, Manoir de Brécourt)
- Boston (Detroit)
- Utah Beach
- Omaha Beach (Pointe du Hoc)
- Gold Beach
- Juno Beach
- Sword Beach

Secteur anglo-canadien
- Caen
- Authie
- Perch (Villers-Bocage)
- Putot
- Bretteville-l'Orgueilleuse
- Norrey
- Mesnil-Patry
- Martlet
- Epsom
- Windsor
- Charnwood
- Jupiter
- Atlantic
- Goodwood
- Crête de Verrières
- Spring
- Bluecoat
- Totalize
- Tractable

Secteur américain
- Carentan
- Cotentin
- Cherbourg (Bombardement)
- Bataille des Haies (Elle, Saint-Lô, La Haye-du-Puits)
- Cobra
- Mortain

Fin de la bataille de Normandie et libération de l'Ouest
- Rennes
- Saint-Malo
- Brest
- Poche de Falaise
- Chambois
- Paris

Mémoire et commémorations
- Cimetières militaires de la bataille de Normandie
- Commémorations du 70e anniversaire
- Projet UNESCO de classement des plages

Juno, communément connue comme Juno Beach, est le nom de code d'une des principales plages du débarquement allié en Normandie le 6 juin 1944 lors de la Seconde Guerre mondiale. Elle s'étend sur 8 km, entre un point à l'ouest situé à mi-parcours entre Courseulles-sur-Mer et le lieu-dit de La Rivière, hameau à l'est de Ver-sur-Mer et Saint-Aubin-sur-Mer à l'est. Elle est encadrée par Gold Beach à l'ouest et Sword Beach à l'est.  
Juno Beach, située entre Gold Beach (initialement Goldfish) et Sword Beach (initialement Swordfish), est le terrain de bataille des armées canadiennes. Pour compléter la série des poissons, elle aurait dû être baptisée Jellyfish (Méduse), et aurait par conséquent eu pour diminutif Jelly, le nom de la fameuse gelée translucide anglaise. Le général Montgomery émet quelques réticences quant à ce nom un peu farfelu. Winston Churchill, Premier ministre du Royaume-Uni, aurait également refusé le nom de Jelly. 
Un lieutenant-colonel canadien du nom de Dawney propose alors Juno Beach, le prénom de son épouse, une sorte de porte-bonheur puisque l’opération n’a pas rencontré trop de résistance. 

Sa prise fut assignée à la 3e Division d'infanterie canadienne commandée par le major-général Rodney Keller, assisté par la Marine royale canadienne et la Royal Navy britannique. Les objectifs de la 3e division étaient de couper l'axe routier Caen-Bayeux, capturer l'aérodrome de Carpiquet et d'établir la jonction avec les plages britanniques de Gold Beach et Sword Beach.
La plage était défendue par deux bataillons de la 716e division d'infanterie allemande, ainsi que des éléments de la 21e Panzerdivision dans les environs de Caen. Le secteur de Juno était défendu par quatre Widerstandnester « nids de résistance », équipé d'au moins plusieurs canons de 50 mm KwK, de trois canons de 75 mm et d'un canon de 88 mm.
Le plan d'invasion consistait en le débarquement de deux brigades d'infanterie de la 3e division sur deux secteurs de la côte — Mike and Nan — focalisées sur les communes de Courseulles-sur-Mer, Bernières-sur-Mer et Saint-Aubin-sur-Mer. Il est prévu que les bombardements préliminaires détruisent et désorganisent les défenses côtières allemandes. Le support blindé doit être assuré par la 2e Brigade blindée canadienne. Une fois les plages sécurisées, le plan prévoit le débarquement de la 9e Brigade d'infanterie canadienne afin d'avancer dans les terres, et la jonction par les commandos avec la 3e division d'infanterie de Sword Beach et par la 7e Brigade d'infanterie canadienne avec la 50e division d'infanterie de Gold Beach. Les objectifs du 6 juin au soir pour la 3e Division d'Infanterie Canadienne étaient de prendre l’aérodrome de Carpiquet et d'atteindre la voie ferrée Caen-Bayeux sur une ligne fictive nommée pour l'occasion Oak Line.
Le débarquement initial rencontre une vive résistance allemande, les bombardements préliminaires n'ayant pas été aussi efficaces qu'espéré et le mauvais temps forçant la première vague à retarder son débarquement, prévu entre 7 h 35 et 7 h 45. Plusieurs compagnies de la première vague, notamment celles des Royal Winnipeg Rifles et des The Queen's Own Rifles of Canada subissent de lourdes pertes dans les premières minutes du débarquement. Cependant, avec des forces supérieures en nombre et un support coordonné de l'artillerie navale et des escadrons blindés, les Canadiens parviennent à sécuriser la plupart des défenses allemandes en deux heures. Les compagnies de réserve de la 7e et 8e brigade, ainsi que les Royal Marines, commencent à débarquer vers 8 h 30, tandis que la 9e brigade commence son déploiement vers 11 h 30.
L'avance dans les terres vers les objectifs de Carpiquet et de la Oak Line rencontre un résultat mitigé. Le nombre important d'hommes et de véhicules débarqués sur les plages crée des encombrements et des retards de déploiement, empêchant la réussite des objectifs pour la soirée du 6 juin. Le contact est établi à l'ouest à Creully avec les troupes britanniques de Gold Beach mais la résistance allemande et la contre-attaque de la 21e Panzerdivision à l'est entre Juno et Sword empêchent la jonction des deux plages le jour même. Cependant, les troupes canadiennes seront celles qui auront le plus avancé dans les terres au soir du 6 juin.

## Forces en présence

### Défenses allemandes

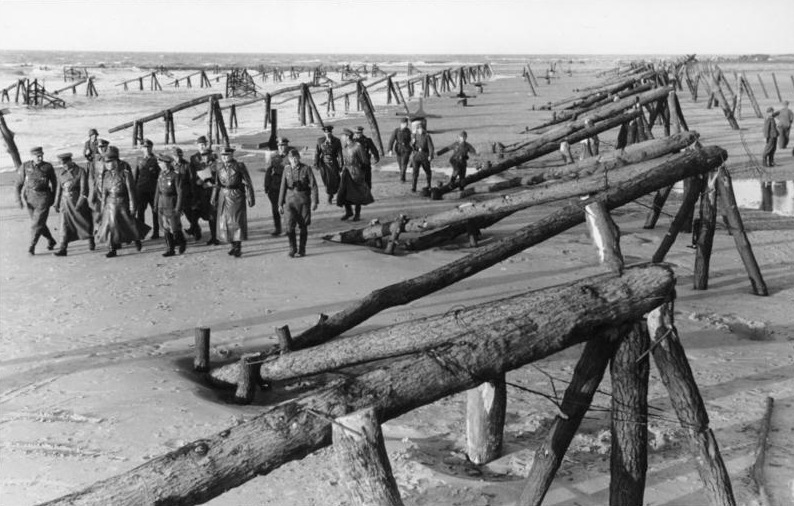
Photo du général Erwin Rommel inspectant les défenses du mur de l'Atlantique, avril 1944.

Bien que l'armée allemande ait vu sa force et son moral grandement entamés par ses campagnes de Russie, d'Afrique du Nord et d'Italie, elle reste malgré tout une puissante force combattante. Cependant, la plupart des divisions déployées le long des côtes françaises depuis 1943 sont composées de jeunes recrues ou d'unités au repos ou en reconstruction à la suite des pertes de front de l'Est. En tout, 856 000 soldats allemands sont stationnés en France, de manière prédominante le long de la côte atlantique. En complément, près de 60 000 Osttruppen, principalement russe et polonais, servent sous l'uniforme allemand. Sous le commandement du maréchal Erwin Rommel et de Gerd von Rundstedt, les fortifications du Mur de l'Atlantique ont été renforcées dans les 6 premiers mois de 1944. Environ 4 millions de mines et 500 000 obstacles de plage ont été installés le long de la côte.
À Juno, les défenses allemandes sont composées de 4 points d'appui principaux (Widerstandnesten). Le WN 27 à Saint-Aubin est composé de mitrailleuses et d'un canon de 50 mm sous abri bétonné. Le WN 28 à Bernières est défendu par la 5. Kompanie, 736e régiment d'infanterie. Il se compose d'un canon de 50 mm, de plusieurs mitrailleuses et de plusieurs mortiers de 81,4 mm. Le WN 29 à Courseulles se compose de 2 canons de 75 mm, d'un canon de 88 mm et d'un canon de 50 mm, tous sous abris bétonnés. Il est renforcé par plusieurs mortiers et mitrailleuses. Le WN 31 à Graye-sur-Mer est le poste de commandement de la 7. Kompanie. On y trouve un poste d'observation H666 avec coupole et poste de commandement souterrain, ainsi qu'un canon de 75 mm et deux canons de 50 mm renforcés par des mitrailleuses et des mortiers.

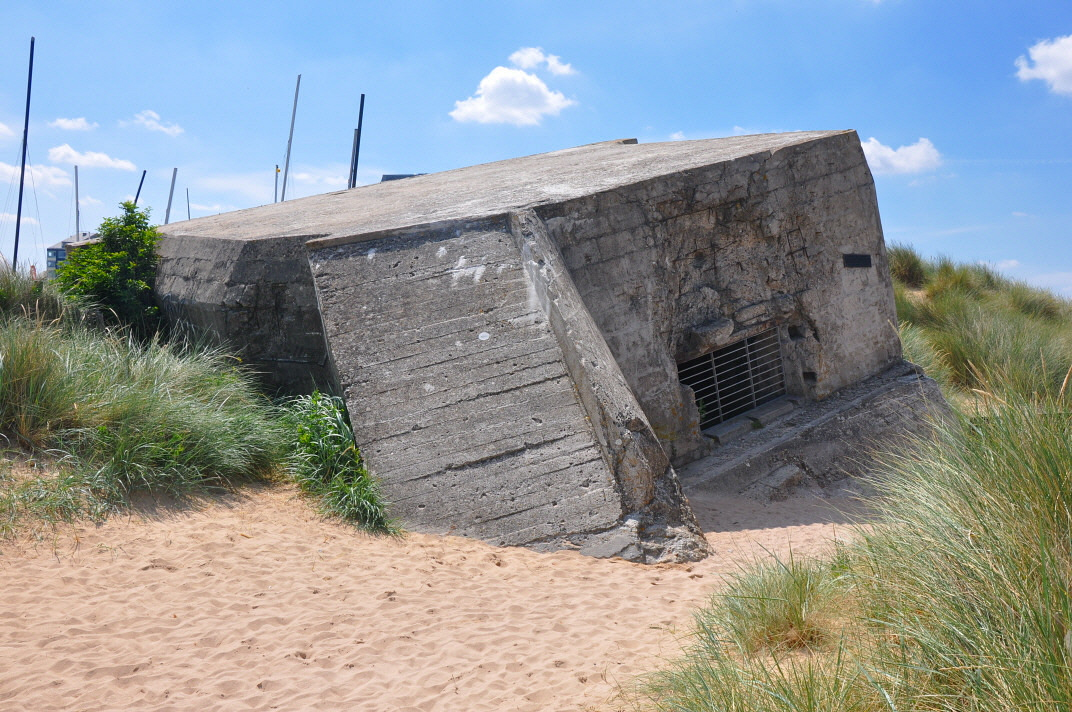
Blockhaus allemand du WN 31 à Graye-sur-Mer.
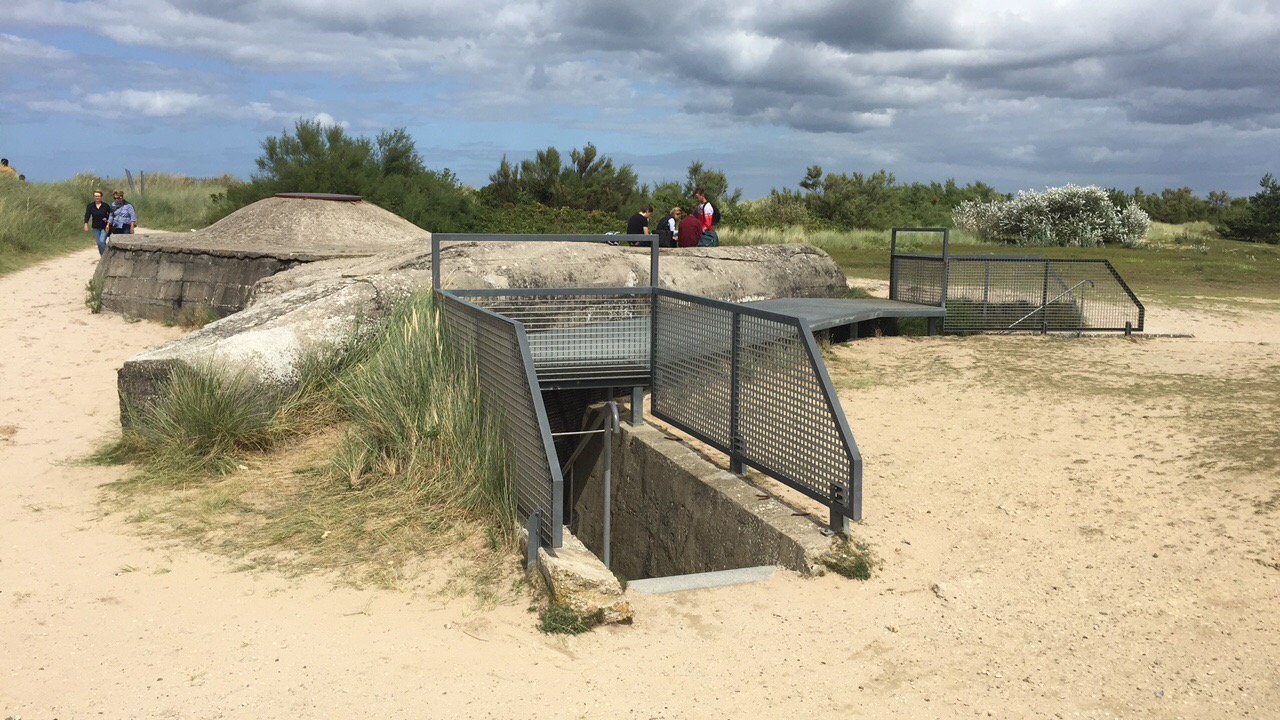
Le poste d'observation H666 de la 7. Kompanie, Courseulles-sur-Mer.

### Forces canadiennes
La préparation des forces canadiennes débute en juillet 1943, quand le Lieutenant-Général Andrew McNaughton de la Première Armée Canadienne informe Harry Crerar, commandant du 1er Corps canadien, que la 3e Division d'infanterie jouerait un rôle dans l'invasion de la France et qu'il incomberait à son quartier général la responsabilité de l'entrainement. Mais après le départ du 1er Corps vers l'Italie, la 3e division passe sous le commandement du 1er corps britannique. L'entrainement initial est ardu et compliqué, notamment par le manque de barges de débarquement disponibles. Des entraînements de terrain débutent en Écosse en août et septembre 1943 et permettent la mise en place de techniques d'assaut et l'utilisation d'équipement spéciaux pour les blindés et l'artillerie de débarquement, dont les chars DD. Des mécanismes spéciaux sont mis en œuvre afin que l'artillerie puisse bombarder la plage depuis des barges de débarquement. Pendant l'hiver 1943, des exercices conjoints permettent d'améliorer les techniques d'assaut des régiments qui débarqueront sur Juno.
Le débarquement sera soutenu par la plus large flotte d'invasion de l'histoire militaire — 7 016 navires au total. La Marine Royale Canadienne contribue à hauteur de 121 navires, incluant des destroyers, des frégates, des corvettes, des bateaux de débarquement, des dragueurs de mines et des torpilleurs. Quatre destroyers de Classe Tribal canadiens servent dans la 10th Destroyer Flotilla de la Royal Navy qui conjointement avec d'autres unités de la Marine britannique sécuriseront la Manche. La Force Navale J débute d'intenses exercices avec la 3e division d'infanterie en février 1944 avec une simulation à taille réelle du débarquement le 4 mai lors de l'exercice Fabius. Lors du jour-J, la force J, commandé par le HMS Hillary devra bombarder les défenses côtières allemandes avec l'ensemble de son artillerie, des gros calibres des croiseurs jusqu'à l'artillerie auto-tractée déployée dans les barges de débarquement même. Selon l'historien C. P. Stacey, un bombardement mesuré commencera 30 minutes avant l'heure H et se poursuivra ensuite pendant 15 minutes sur les zones de débarquement, un bombardement plus intense attaquera les flancs des zones de débarquement jusqu'à l'heure H. Un soutien supplémentaire sera fourni par la Royal et la Royal Canadian Air Force avant et pendant le jour-J. Une invasion surprise ne pouvant réussir qu'avec une maîtrise aérienne complète au-dessus de la Manche. Dans les mois qui précèdent le débarquement, la Second Tactical Air Force de la RAF attaque les aérodromes, les défenses côtières, les radars, les voies de chemin de fer et les routes afin d'affaiblir les capacités allemandes ainsi que de prévenir une éventuelle offensive de la Luftwaffe pouvant mettre la supériorité aérienne des alliés lors du débarquement. Au 6 juin, la RAF possède 2 434 chasseurs et chasseurs-bombardiers ainsi qu'environ 700 bombardiers légers ou moyens en support.
Le plan opérationnel de Juno divise la plage en deux secteurs : Mike (à l'ouest) et Nan (à l'est). Mike doit être attaqué par la 7e brigade, les Royal Winnipeg Rifles, les Canadians Scottish, ainsi que les chars du 1st Hussars en appui blindé. Le secteur de Nan doit être attaqué par les Regina Rifles de la 7e brigade ainsi que par les Queen's Own Rifles et le North Shore Regiment de la 8e brigade tandis que les chars du Fort Garry Horse fournissent l'appui blindé. De même, un escadron de AVRE de la 79e division blindée britannique doit débarquer dans chaque secteur en appui. Les réserves sont constitués de la 9e brigade, les Cameron Highlanders of Ottawa, les North Nova Scotia Highlanders, les Stormont, Dundas and Glengarry Highlanders et le Highland Light Infantry of Canada, ainsi que des chars des Fusiliers de Sherbrooke qui seront déployés sur la plage entre 4 et 6 heures après les premiers débarquements. Le plan prévoit une avance sur trois lignes d'objectifs à l'intérieur des terres. La première ligne, du nom de code YEW comprend les villes côtières de Graye-sur-Mer, Courseulles, Bernières et Saint-Aubin-sur-Mer. La seconde ligne, ELM correspond à l'avance d'une douzaine de kilomètres à l'intérieur des terres. Enfin, l'objectif final du jour-J pour les troupes canadiennes est la ligne OAK, permettant de sécuriser la voie de chemin de fer Caen-Bayeux et de capturer les hauteurs à l'ouest de Caen, vers Carpiquet.

## Débarquement

### Bombardements préalables
Les bombardements aériens n’avaient fait que peu de dégâts. Le pilonnage naval entre 6 h et 7 h 30 n’avait endommagé que 14 % des fortifications et à cause d'une météo défavorable les Allemands eurent une demi-heure pour se regrouper.

### Débarquement de la7ebrigade

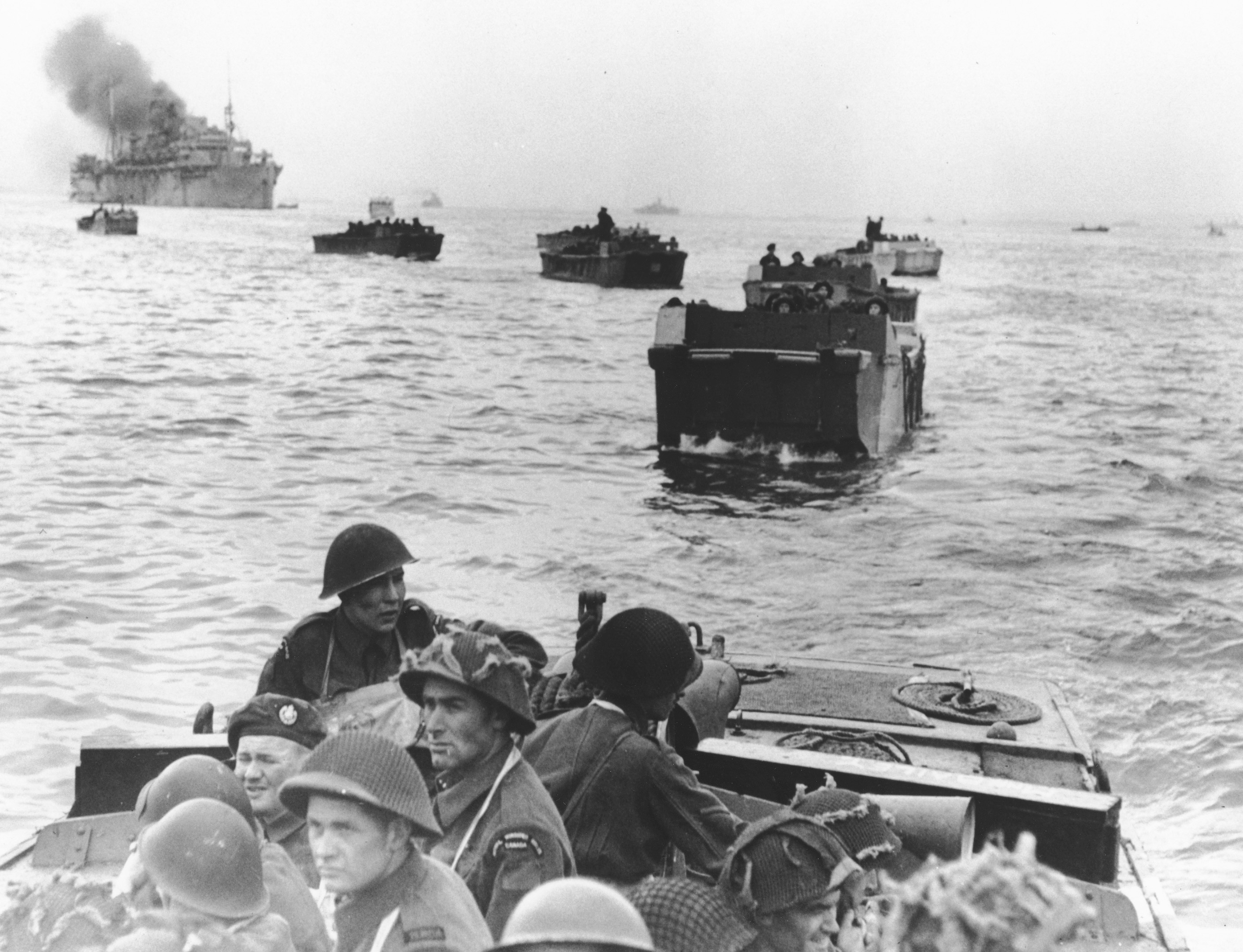
Hommes du Royal Winnipeg Rifles s'approchant des côtes à bord de LCA.

Alors que le débarquement de la 7e Brigade d'infanterie canadienne était prévu sur le secteur Mike pour 7 h 35, l'état de la mer ainsi qu'une mauvaise coordination entre les barges de débarquement font reculer celui-ci d'une dizaine de minutes. Deux compagnies d'assaut des Royal Winnipeg Rifles, une compagnie du Canadian Scottish Regiment ainsi qu'un escadron du 1st Hussars doivent débarquer sur les secteurs Mike Red et Mike Green, tandis que le Regina Rifle Regiment avec deux compagnies, assisté d'un deuxième escadron du 1st Hussars, doit débarquer sur Nan Green. Les premières barges des Winnipegs débarquent leurs hommes à 7 h 49, les suivants débarquant dans un intervalle de 7 minutes. Les LCA transportant la compagnie B sont pris sous le feu allemand alors qu'ils sont encore à 650 mètres de la côte, le débarquement se fait alors directement sous le feu ennemi, les pertes sont par conséquent très lourdes. Une douzaine de mitrailleuses couvrent le point d'appui WN31, où a débarqué la compagnie B. Celle-ci ne peut commencer à attaquer les défenses allemandes qu'à l'arrivée du support blindé. L'escadron A des 1st Hussars a été mis à l'eau à environ 1,3 km de la côte, mais ils ne seront complètement déployés que 6 minutes après le débarquement des Winnipegs. À l'ouest, la compagnie D débarque avec moins de difficulté, ne faisant pas face à un point d'appui allemand, lui permettant de nettoyer la plage et de traverser les barbelés avec des pertes légères. La section A du 6th Field Company Royal Canadian Engineers est redirigée vers la compagnie D pour nettoyer les champs de mines, les chars Crab n'ayant pas encore débarqué. À l'extrémité ouest, la compagnie C des Canadians Scottish débarque sous une faible résistance allemande et découvre que l'emplacement du canon de 75 mm qu'ils devaient prendre a déjà été détruit par l'artillerie de marine.
À l'est du secteur Mike, les Regina Rifles débarquent sur Nan Green avec l'objectif de défaire les défenses allemandes à Courseulles. La compagnie A débarque à 8 h 9, et rencontre immédiatement une forte résistance, la compagnie B débarque à 8 h 15. Les chars du 1st Hussars ont débarqué une vingtaine de minutes avant l'infanterie, l'escadron B ayant débarqué à 7 h 58. Leur objectif est de détruire les deux canons de 75 mm et de 88 mm sous casemate qui défendent la plage, et de percer le mur anti-char. Le bombardement ayant échoué à détruire ou endommager les défenses, celles-ci infligent de lourdes pertes aux troupes canadiennes, un LCA rapportant la mort de 6 hommes dans les secondes après l'ouverture de la rampe. Une section parvient à percer les barbelés et à s'infiltrer dans Courseulles, éliminant les mitrailleuses qui engageaient la compagnie A. Les chars du 1st Hussars parviennent à détruire le canon de 75 mm, puis le canon de 88 mm. La compagnie B ayant débarqué le plus à l'est fait face à moins de résistance, s'infiltre dans Courseulles et parvient à capturer plusieurs bâtiments.
Après le débarquement des troupes d'assaut initiales, les compagnies de réserve et le Canadians Scottish commencent à se déployer à leur tour. Les compagnies A et C des Winnipeg Rifles débarquent à 8 h 5 et poussent alors vers Banville et Sainte-Croix-sur-Mer. La compagnie A rencontre une forte résistance et doit demander l'appui des chars du 1st Hussars. Les Canadians Scottish débarquent à 8 h 30, et sont rapidement cloués sur place par un feu nourri de mortiers. Ils leur faut une heure pour sortir de la plage,. Sur Nan Green, les compagnies C et D du Regina Rifles s'apprêtent à prendre d'assaut Courseulles, la compagnie C débarque à 8 h 35 et pousse vers le village sans trop de difficulté. La compagnie D est retardée, plusieurs de ses LCA heurtant des mines sur des obstacles de plage. Seuls 49 hommes parviennent à débarquer,.

### Débarquement de la8ebrigade

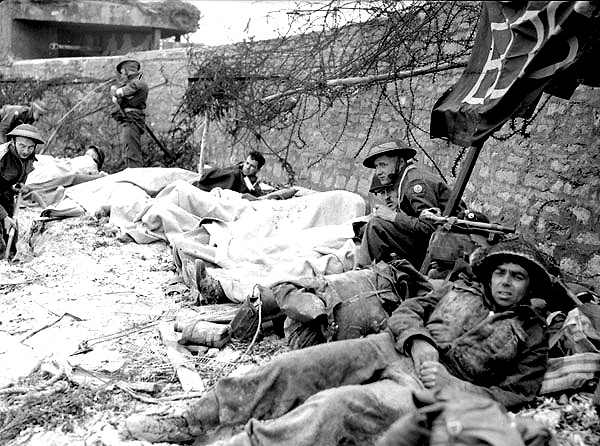
Blessés canadiens le long de la digue à Bernières. Un canon de 50 mm est encore visible en arrière-plan.

À l'origine prévus pour débarquer à 7 h 45 à l'est de la 7e brigade, les deux bataillons de la 8e brigade sont retardés de 10 minutes à cause de la forte houle. The Queen's Own Rifles of Canada débarque à 8 h 12 sur Nan White et fait face à une des plus fortes résistances du secteur. Un des premiers LCA voit 10 des premiers 11 hommes à débarquer tués ou blessés. La compagnie B débarque directement sous le feu allemand, en face du point d'appui 28, 200 mètres à l'est de leur zone de débarquement initiale. Il était prévu que les hommes avancent avec l'appui des chars DD, mais en raison de la forte houle ceux-ci ont débarqué plus près de la plage que prévu, retardant leur arrivée. Un LCA de la compagnie B s'étant échoué, ses hommes ont débarqué plus à l'est que le reste de la compagnie, leur permettant de flanquer et détruire un emplacement d'artillerie. Les défenses réduites au silence, les Queen's peuvent désormais prendre le contrôle de Bernières, après avoir perdu 65 hommes sur la plage. À l'ouest de la compagnie B, la compagnie A rencontre moins de résistance, mais la mauvaise coordination du débarquement des LCA jusqu'à la plage limite son efficacité. Elle perce les défenses allemandes à travers la digue et les barbelés, mais souffre des tirs de mortiers et de snipers venant de Bernières. L'appui blindé du secteur des Queen's est inefficace, les chars du Fort Garry Horse ayant débarqué trop loin de la plage pour appuyer l'infanterie.
Les premières unités du North Shore Regiment, les compagnies A et B, débarquent à 8 h 10. Le régiment est chargé de sécuriser Saint-Aubin et d'en nettoyer les défenses. La compagnie B débarque et se rend compte que les défenses allemandes ne semblent pas avoir souffert du bombardement préliminaire. Les deux compagnies doivent parcourir plus d'une centaine de mètres de plage sous le feu des défenseurs allemands de Saint-Aubin. La compagnie A déplore de nombreuses pertes, notamment à cause de champs de mines. La compagnie B fait face à une opposition plus importante, mais parvient à passer la digue et les barbelés. Un canon de 50 mm tire depuis un abri fortifié et prend la plage sous son feu en enfilade. À 8 h 10, les chars Sherman du Fort Garry Horse et les AVRE du 80th Assault Squadron, Royal Engineers, débarquent sur Nan Red et assistent l'infanterie. Quatre des tanks de l'escadron sont détruits par le 50 mm pendant que l'infanterie flanque la position. La section ouest du point d'appui est éliminée par les blindés et le génie tandis que le canon anti-tank au centre est détruit par un tir de mortier Petard de 280 mm tiré depuis un AVRE. Quand le North Shore capture enfin la position, la moitié des défenseurs allemands ont été tués, 48 sont faits prisonniers.
Le bataillon de réserve de la 8e brigade, Le Régiment de la Chaudière, commence à se déployer à 8 h 30 sur les plages avec les compagnies de réserve des Queen's et du North Shore. Plus de la moitié des LCAs sont endommagés par les mines et les obstacles de plage. La compagnie C des Queen's débarque plus au large que prévu, leurs LCAs ayant été endommagés. La compagnie se joint à l'escadron B du Fort Garry Horse et assiste la compagnie A bloquée et épuisée. Les compagnies C et D du North Shore débarquent et assistent les compagnies A et B dans la prise de Saint-Aubin. La quasi-totalité des LCAs de la compagnie A du Régiment de la Chaudière sombrent avant de pouvoir atteindre la côte et perdent tous leurs équipements tout en obligeant les hommes à nager jusqu'à la plage. Le Chaudière se rassemble rapidement à l'extérieur de Bernières et Saint-Aubin, rejoignant les Queen's et le North Shore. Le Commando no 48 doit également débarquer 45 minutes après la première vague. Ils doivent traverser l'est de Saint Aubin et occuper Langrune-sur-Mer, à l'est de Juno. Le point d'appui qui leur fait face n'a pas été nettoyé et 120 hommes sur 400 sont mis hors de combat.

### Déploiement des renforts (9ebrigade)

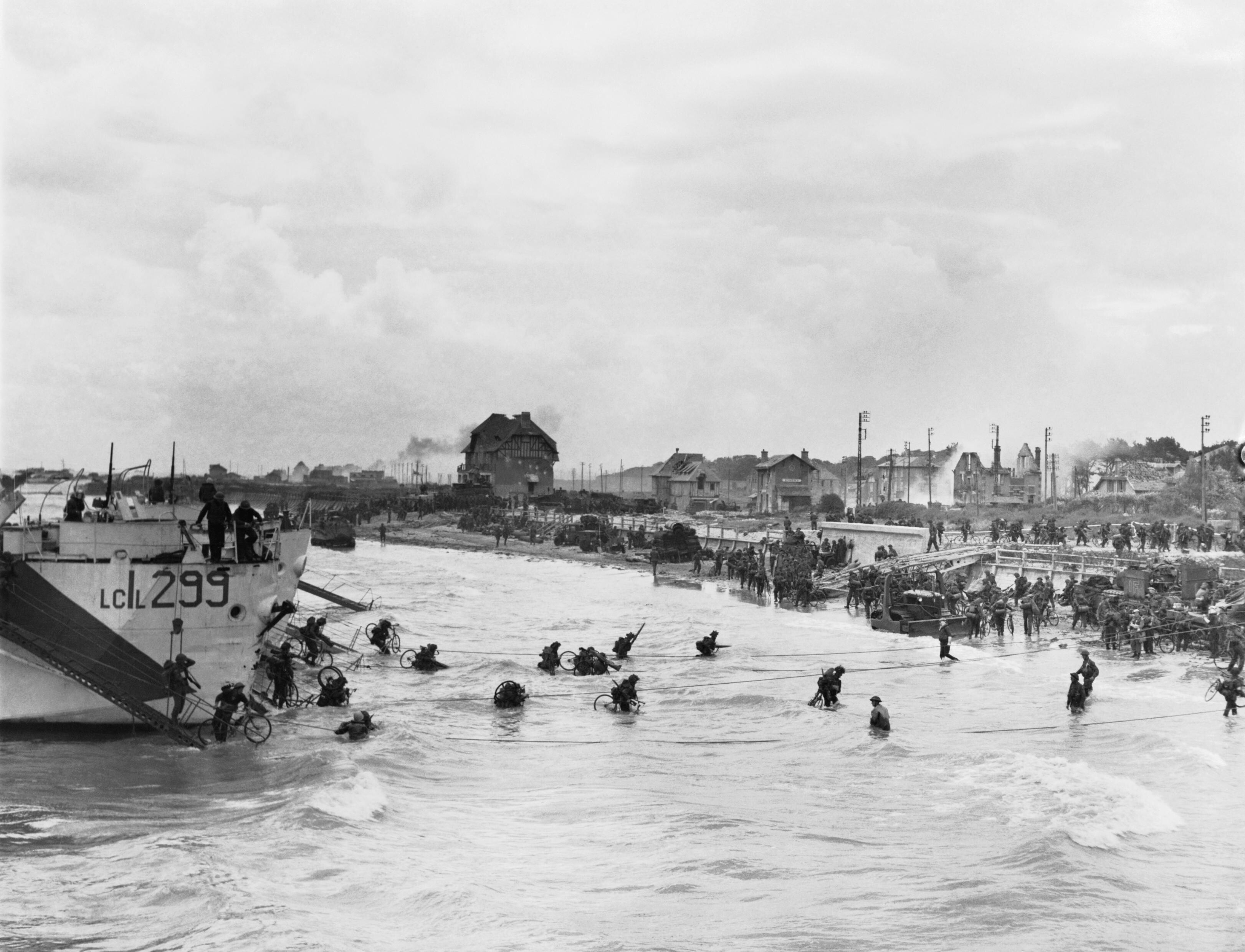
Troupes de réserve débarquant à Bernières.

Avec Juno globalement sécurisée, Keller se prépare à déployer ses réserves, la 9e brigade d'infanterie et les chars des Fusilliers de Sherbrooke. Les rapports provenant des bataillons déjà déployés sont mitigés : l'historien militaire Terry Copp constate que le North Shore avance selon le plan tandis que le Régiment de la Chaudière progresse lentement. Les deux régiments d'artillerie auto-tractée —14th Field and 19th Army Field Regiments, Royal Canadian Artillery— se sont déployés respectivement à 9 h 25 et 9 h 10 et vers 11 h ont déjà plusieurs douzaines de canons en action. La résistance allemande et la persistance du danger des mines et obstacles de plage sur Nan Red fait que l'ensemble des réserves de la 9e brigade devra débarquer à Bernières et Nan White. Quand les LCI de la 9e brigade arrivent vers 11 h 40, l'encombrement de la plage est tel que les plupart des régiments ne peuvent débarquer. Les Glengarry Highlanders vont se trouver sous le feu de mortiers allemands dans les terres, et comme la congestion ne permet pas une grande marge de manœuvre, l'ensemble de la 9e brigade est une cible facile pour l'artillerie allemande. Traversant la plage, la 9e brigade rejoint ensuite le Régiment de la Chaudière, les Queen's et les Fort Garry Horse à Bernières afin d'avancer à l'intérieur des terres.
Une fois les défenses allemandes prises, la mission des troupes de débarquement est de nettoyer Juno des obstacles, débris et des mines encore actives puis d'établir le poste de commandement de la 3e division à Bernières. Les Movement Control Units débarquent aux environs de midi, la police militaire commençant à guider les véhicules à travers Courseulles et Bernières. Les sapeurs du 619 Independent Field Company commencent également à nettoyer la plage des champs de mines adjacents et de dégager la voie vers les objectifs à l'intérieur des terres. Keller lui-même établit le poste de commandement divisionnaire à Bernières peu après midi.

## Avances dans les terres

### Premières avancées

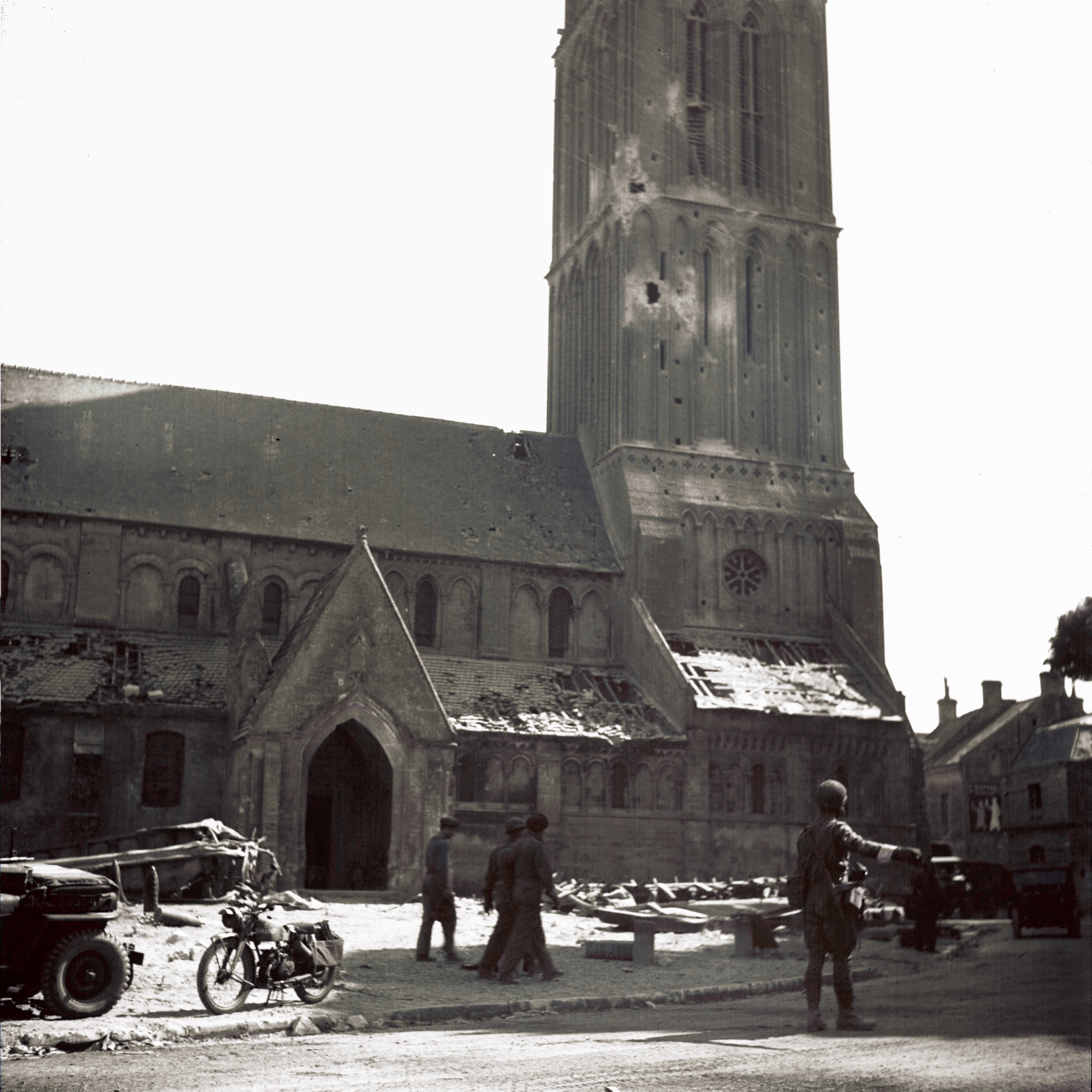
Canadiens à Bernières-sur-Mer, en face de l'église.

À 14 h 35, Keller rencontre les commandants de la 8e et 9e brigade ainsi que de la 2e brigade blindée (Fort Garry Horse, Fusiliers de Sherbrooke, 1st Hussars). Avec la capture de la première ligne d'objectifs (YEW) permettant de sécuriser la plage, Keller demande à la 7e et 8e brigade d'avancer vers la seconde ligne (ELM) pendant que la 9e brigade se glissera entre les deux premières afin de capturer la troisième et dernière ligne, OAK. S'opposent aux canadiens les survivants de trois bataillons du 726e régiment de Grenadiers ainsi que trois bataillons du 736e. La compagnie B des Winnipegs rencontre encore une forte résistance, snipers et mitrailleuses, à Courseulles tandis que les North Shore se battent à Saint-Aubin. Les compagnies A et C des Winnipegs quittent la plage, traversent les vestiges des défenses allemandes et poussent à travers Vaux et Graye-sur-Mer afin d'avancer vers Sainte-Croix et Banville. La compagnie C avance sur Banville—poste de commandement du II. Bataillon du 726e—mais est stoppé par trois positions de mitrailleuses juste en dehors de la ville. La compagnie A rejoint quant à elle la compagnie C des Canadians Scottish et l'escadron C des 1st Hussars et avance sur Sainte-Croix, sans savoir que le 726e régiment de Grenadiers y masse ses troupes dans l'optique d'une contre-attaque. La compagnie C des Canadians Scottish qui avance à l'ouest arrive à détecter les troupes allemandes et interrompt les préparatifs allemands. La compagnie D des Winnipegs reprend son avancée vers Banville avec le soutien des Cameron Highlanders et le 12e et 13e Régiment d'Artillerie de campagne. Banville est capturé vers 13 h 10, des poches de résistance allemande continuant cependant le combat jusqu'à leur retraite à la nuit tombée. La compagnie D des Canadians Scottish manœuvre pour capturer deux ponts sur la Seulles plus en avant des Winnipegs. La compagnie B les rejoint et pousse entre Sainte-Croix et Banville. À l'est, les Regina Rifles avancent vers Reviers, engageant les troupes du 736e régiment de Grenadiers. La commune est capturée vers 12 h 15, les Regina consolident leurs positions avant de continuer à avancer.
Dans le secteur de Nan, l'avance de la 8e brigade est plus lente, le Régiment de la Chaudière ayant perdu la majorité de son équipement sur la plage. La compagnie C des Queen's est bloquée à la sortie de Bernières sous les tirs de snipers et ne peut traverser les champs à découvert au sud de la ville, le support blindé ayant été stoppé par des tirs d'anti-char depuis Bény-sur-Mer. Les compagnies A et B de la Chaudière sont pris sous un feu croisé, la compagnie B perdant une section entière quand un obus de 88 mm détruit un canon auto-tracté Priest. Il faudra 2 heures à la Chaudière et aux Queen's pour nettoyer Bény-sur-Mer avec le support de l'artillerie, permettant enfin aux Queen's de prendre la localité. Bény est capturé à 14 h 0, permettant à la Chaudière de se positionner dans le village en vue d'une poussée vers Carpiquet. Les Queen's se portent vers l'ouest pour engager une position d'artillerie, la compagnie B réussissant à la neutraliser avec l'appui du HMCS Algonquin. À l'est, les compagnies C et D des North Shore avancent vers Tailleville—poste de commandement du II. Bataillon du 736e. Des tirs de mortiers, violents et précis, les accueillent, ralentissant l'avance de la compagnie C. Supportés par les chars du Fort Garry Horse, qui attrapent une centaine d'allemands dans les champs à découvert, le North Shore s'avance et entre dans Tailleville à 14 h 0. Six chars de l'escadron C traversent le village et détruisent les canons allemands. Mais les défenseurs du II. Bataillon allemands ont creusé un système de tranchées complexes, permettant de s'échapper et de constamment contourner les troupes canadiennes. Il faudra 7h de combats pour sécuriser Tailleville, empêchant le North Shore d'avancer vers la station radar de Douvre le 6 juin.
La compagnie B du North Shore et le No. 48 Commando des Royal Marines sont engagés dans un combat prolongé pour sécuriser Saint-Aubin et Langrune-sur-Mer. La compagnie B à globalement réduit au silence le WN 27 deux heures après son débarquement, permettant aux sections A et B des Royal Marines de pousser vers l'est. Ces unités ont la tâche importante d'établir un lien entre les 7 km séparant Juno et Sword, ce qui permettrait d'avoir un front continu et commun pour l'ensemble des plages anglo-canadiennes le soir du 6 juin. Les Royal Marines avancent vers Langrune et le point d'appui 26 tandis qu'à l'est depuis Sword, le no 41 Commando fait de même. Les défenses allemandes sont constituées d'une section renforcée du 736e Grenadier établit dans des maisons fortifiées avec l'appui de plusieurs canons de 50 mm. La section B tente une première avancée et échoue. L'assaut est relancé avec l'appui de chars Centaur, mais se trouve bloqué de nouveau face à la forte résistance allemande. Depuis Sword, le no 48 Commando doit annuler son avance devant les rapports d'une contre-attaque allemande de la 21e Panzer entre Juno et Sword. Il faudra attendre le 8 juin pour voir la capture de Langrune et de Luc-sur-Mer.

### Poussée versElm
L'avance de la division, au sud de Tailleville, est bloquée, empêchant toute attaque de la station radar de Douvre. Les Queen's et la compagnie C de la Chaudière décident de continuer leur avance vers Anguerny et Columby-sur-Thaon, et la ligne ELM. La congestion de troupes et de véhicules depuis la plage est telle que la compagnie B de la Chaudière ne peut être déployée aux côtés de la compagnie C sans gêner l'avance des Queen's à l'est. La compagnie C s'avance alors vers Basly, mais son avance est entravée par la proximité des combats, ceux-ci étant si proches que le 14th Field Artillery ne peut intervenir sans risquer des tirs amis. Quand la compagnie C atteint Basly, les North Nova Scotia Highlanders se déploient à Beny-sur-Mer dans l'objectif de passer la Chaudière et d'avancer vers l'objectif final de Carpiquet. À 16 h 45, les Novas sont pris sous le feu de mortiers allemands et trois compagnies ainsi qu'un escadron des Sherbrook doivent nettoyer des positions allemandes, souffrant au passage de sérieuses pertes dans l'infanterie. Les Queen's entrent dans Anguerny—ligne ELM—à 17 h 30, la compagnie D étant envoyée s'occuper des positions allemandes dans les collines surplombant le village. La Chaudière rapporte que Basly est sécurisé à 18 h 15, permettant à la 9e brigade d'entamer son avance vers le sud en direction de Carpiquet, rencontrant une résistance allemande une heure après. Mais avec la contre-attaque de la 21e Panzer sur les flancs de la 3e division d'infanterie britannique à Sword, le Lieutenant-General Miles Dempsey ordonne aux forces de Gold-Juno et Sword de stopper leur avance et d'établir des positions défensives sur leurs objectifs intermédiaires.
À l'ouest, l'avance canadienne est retardée par la résistance allemande à Sainte-Croix et Banville. Les troupes allemandes cèdent lentement du terrain et commencent à se retirer jusqu'à l'arrivée des Bren Guns vers 14h. Une fois Sainte-Croix et Banville sécurisées, les Canadians Scottish avancent vers Colombiers, renforçant les sections qui avaient atteint les ponts sur la Seulles plus tôt dans la journée, avant de s'orienter vers la route Caen-Creully. Les Canadians Scottish atteignent la route à 16 h 30, et continuent leur avance vers le sud, dépassant la ligne ELM. À l'ouest, les Winnipegs s'arrêtent sur ELM et commencent à établir des positions défensives avec les Bren Gun carriers et l'artillerie. Les Regina Rifles n'avancent que lentement depuis Courseulles, ayant souffert de nombreuses pertes pour prendre le village; l'escadron B des 1st Hussars étant dans une position similaire, seulement la moitié de ses chars ayant pu quitter la plage. À 18h, les Regina Rifles avancent, les chars du 1st Hussars faisant de la reconnaissance en avant des compagnies. Alors que le Regina Rifles rejoint les Canadians Scottish, l'ordre arrive à 21h de stopper l'avance et de fortifier ses positions.

Trois chars de l'escadron C, 2e section des Hussards continuent leur avance vers le sud, poussant à travers les chemins en direction de Carpiquet. À l'exception d'une voiture allemande et d'une position de mitrailleuse, les trois chars Sherman ne rencontrent aucune résistance, atteignant la voie de chemin de fer Caen-Bayeux, et devenant les seuls alliés à avoir atteint leur objectif du 6 juin. Malgré les tentatives du Lieutenant William F. McCormick pour contacter ses officiers et leur demander d'envoyer des troupes pour attaquer Carpiquet, les trois chars sont finalement obligés de rebrousser chemin vers les lignes canadiennes.

### Positions en fin de journée
À la fin du 6 juin, la 3e division canadienne est fermement établie sur la ligne ELM, non loin de leur objectif final. À l'ouest, la 7e brigade s'est établie à Creully et Le Fresne-Camilly. Les positions de la 9e brigade sont à quelques kilomètres de Caen, la plus grande avancée dans les terres pour l'ensemble des troupes alliées. À l'est, la 8e brigade tient ses positions à Anguerny et Colomby. La 3e division d'infanterie canadienne a réussi la percée la plus lointaine dans les terres de l'ensemble de la zone de débarquement, mais en raison de la contre-attaque allemande, n'a pu établir une jonction avec les troupes britanniques de Sword Beach. La 716e division d'infanterie allemande est dispersée et très affaiblie, son commandant le Lieutenant-Général Friedrich-Wilhelm Richter considère que les effectifs pouvant constituer une ligne de défense se montait à moins d'un bataillon. La 21e division blindée allemande a pu enfoncer les flancs des britanniques et prévenir les jonctions avec les canadiens, mais a été incapable de déloger les alliés des plages même. Plus au sud, Hitler a ordonné aux divisions blindées d'élites, la Panzer Lehr Division et la 12e Panzerdivision SS Hitlerjugend de se diriger au nord alors que les unités de la 1er SS-Panzerkorps se préparent à faire de même.

## Conséquences

### Pertes
Les prévisions des pertes pour Juno Beach s'établissaient à 2 000 hommes, parmi eux environ 600 morts par noyade,. La 3e Division d'infanterie canadienne perd pendant la journée du 6 juin 340 hommes tués, 574 blessés et 47 prisonniers. Les Queen's Own Rifles ont le plus souffert, perdant 143 hommes, les Royal Winnipegs 128, les North Shore 125 et les Regina Rifles 108. Des 306 barges de débarquement utilisées pour Juno, 90 ont été détruites ou endommagées. Les forces britanniques qui accompagnent le débarquement à Juno perdent quant à elles 243 hommes, tués ou blessés.

## Lieux de mémoire et commémoration

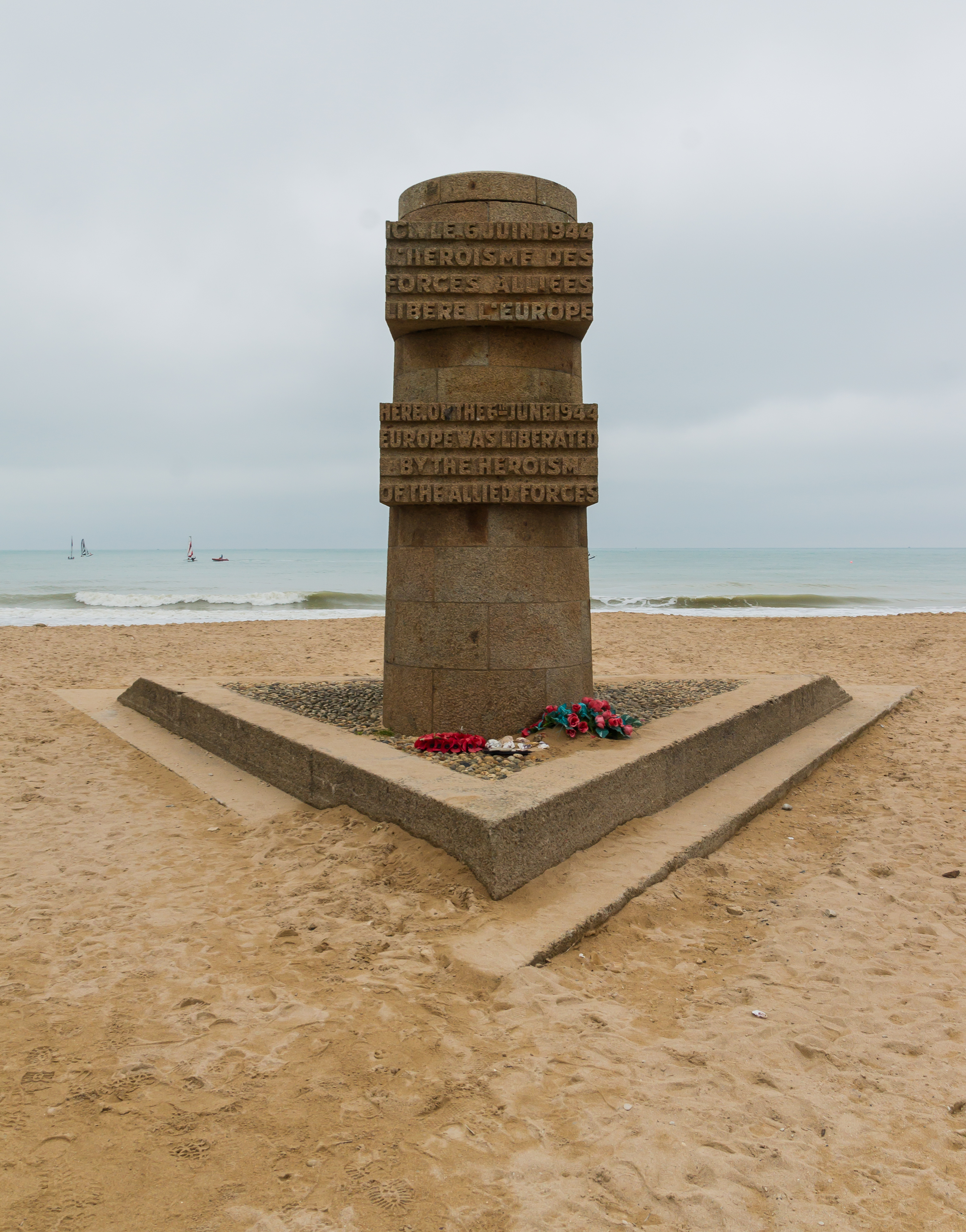
Le mémorial de Graye-sur-Mer.

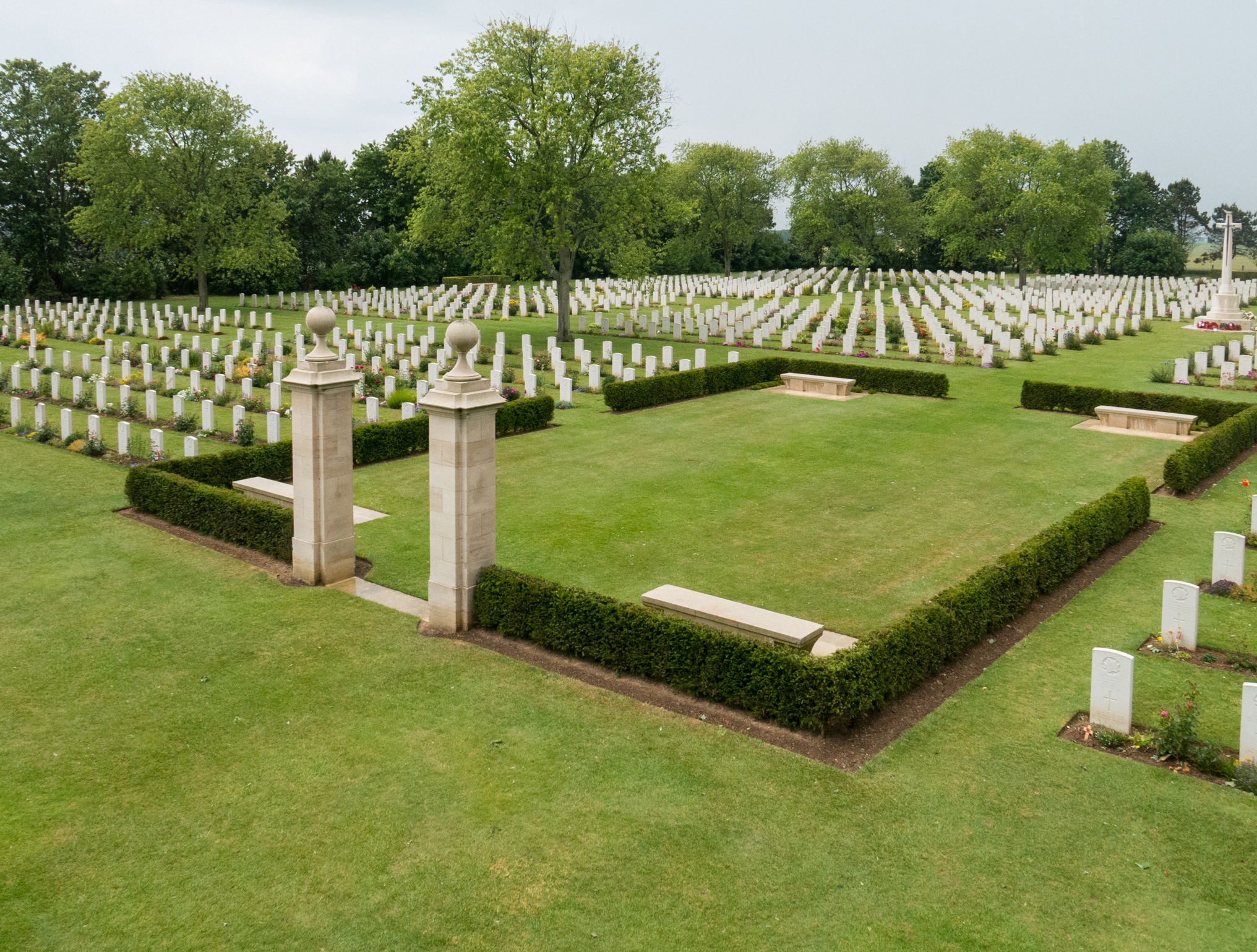
Cimetière canadien de Bény-sur-Mer.

Les Canadiens morts lors du débarquement sont enterrés au cimetière militaire canadien de Bény-sur-Mer.
Des monuments leur sont dédiés à Graye-sur-Mer, Bernières-sur-Mer, Saint-Aubin-sur-Mer, Langrune-sur-Mer et Courseulles-sur-Mer.
Inauguré le 6 juin 2003, le Centre Juno Beach, unique musée canadien sur les plages du débarquement, est situé dans cette commune. Il a été conçu par l'architecte canadien Brian K. Chamberlain.
Les Canadiens morts dans les autres opérations de la bataille de Normandie sont principalement enterrés au cimetière militaire canadien de Bretteville-sur-Laize.
Le Mémorial britannique de Normandie est inauguré en 2021 ; il porte le nom des 22 442 soldats tués sous commandement britannique pendant le début de la bataille de Normandie. 160 colonnes y portent les noms des soldats et officiers tués, britanniques, canadiens, français et de trente-cinq autres nationalités. Les allées du site reproduisent la forme du drapeau du Royaume-Uni ; l'ensemble surplombe Gold Beach et Juno Beach.